# سوارکاری در المپیک تابستانی ۱۹۳۶
سوارکاری در بازی‌های المپیک تابستانی ۱۹۳۶ نام رویداد ورزش سوارکاری در بازی‌های المپیک تابستانی بود که در سال ۱۹۳۶ برگزار شد.

## کشورهای شرکت کننده
۱۲۷ ورزشکار از ۲۱ کشور در این مسابقات به رقابت با یک دیگر پرداختند.
- اتریش (۸)
- بلژیک (۳)
- بلغارستان (۳)
- چکسلواکی (۹)
- دانمارک (۴)
- فنلاند (۱)
- فرانسه (۹)
- آلمان (۹)
- بریتانیای کبیر (۶)
- مجارستان (۹)
- ایتالیا (۶)
- ژاپن (۴)
- هلند (۹)
- نروژ (۶)
- لهستان (۶)
- پرتغال (۳)
- رومانی (۵)
- سوئد (۹)
- سوئیس (۶)
- ترکیه (۴)
- ایالات متحده آمریکا (۸)

## جدول مدال‌ها
| رتبه | کشور                      | طلا | نقره | برنز | مجموع |
| ۱    | آلمان (GER)               | ۶   | ۱    | ۰    | ۷     |
| ۲    | فرانسه (FRA)              | ۰   | ۱    | ۰    | ۱     |
| ۲    | هلند (NED)                | ۰   | ۱    | ۰    | ۱     |
| ۲    | لهستان (POL)              | ۰   | ۱    | ۰    | ۱     |
| ۲    | رومانی (ROU)              | ۰   | ۱    | ۰    | ۱     |
| ۲    | ایالات متحده آمریکا (USA) | ۰   | ۱    | ۰    | ۱     |
| ۷    | اتریش (AUT)               | ۰   | ۰    | ۱    | ۱     |
| ۷    | دانمارک (DEN)             | ۰   | ۰    | ۱    | ۱     |
| ۷    | بریتانیای کبیر (GBR)      | ۰   | ۰    | ۱    | ۱     |
| ۷    | مجارستان (HUN)            | ۰   | ۰    | ۱    | ۱     |
| ۷    | پرتغال (POR)              | ۰   | ۰    | ۱    | ۱     |
| ۷    | سوئد (SWE)                | ۰   | ۰    | ۱    | ۱     |